# Centro Nacional de Estimación, Prevención y Reducción del Riesgo de Desastres
El Centro Nacional de Estimación, Prevención y Reducción del Riesgo de Desastres (CENEPRED) es un organismo público ejecutor adscrito al Ministerio de Defensa del Perú. Conforma el Sistema Nacional de Gestión del Riesgo de Desastres (Sinagerd) y es responsable técnico de coordinar, facilitar y supervisar la formulación e implementación de la Política Nacional y el Plan Nacional de Gestión del Riesgo de Desastres en los procesos de estimación, prevención y reducción del riesgo, así como de reconstrucción..
Fue creado mediante la Ley 29664 el 18 de febrero de 2011.
El Centro Nacional de Estimación, Prevención y Reducción del Riesgo de Desastres, en adelante Cenepred, es un organismo público ejecutor, con personería jurídica de derecho público y constituye un pliego presupuestal, con autonomía económica, técnica, funcional y administrativa.
El organismo forma parte del Sistema Nacional de Gestión del Riesgo de Desastres SINAGERD, junto a INDECI y otras instituciones.
Cenepred es uno de los componentes del Sistema Nacional de Gestión del Riesgo de Desastres - Sinagerd, y tiene por competencias elaborar normas técnicas y de gestión, y brinda asistencia técnica especializada a las entidades públicas y privadas en lo relacionado con los procesos de estimación, prevención y reducción del riesgo de desastres, así como de reconstrucción, con la finalidad de proteger la vida de la población y el patrimonio de las personas y del Estado. Además, tiene competencia para sancionar a los/las Inspectores/as Técnicos/as de Seguridad en Edificaciones, efectuar la designación de Delegados/as Ad Hoc y declarar la intangibilidad para fines de vivienda de las zonas de riesgo no mitigable, a excepción de las zonas comprendidas en la Ley N° 30556.